# جيم سوتون
جيم سوتون (بالإنجليزية: Jim Sutton)‏ هو فلاح وسياسي نيوزلندي، ولد في 7 نوفمبر 1941 في ريدنغ في المملكة المتحدة. حزبياً، نشط في حزب العمال النيوزيلندي. وقد انتخب عضو مجلس النواب نيوزيلندا وانتخب وزير الزراعة ‏ (9 فبراير 1990 – 2 نوفمبر 1990).